# Nothura minor
La cotorna minore (Nothura minor (Spix, 1825)) è un uccello della famiglia dei Tinamidi, diffuso nella regione di Minas Gerais (Brasile).

## Descrizione
Lunghezza: 18-19,5 cm.

Peso: 158-174 g (maschio), circa 158 g (femmina).

## Distribuzione e habitat
Brasile sud-orientale.